# ロニー・ハーモン
ロニー・ハーモン（Ronnie Harmon 1964年5月7日 - ）は、ニューヨーククイーンズ区出身の元アメリカンフットボール選手。現役時代のポジションはランニングバック。ラン能力よりも、レシーブ能力で知られた。

## 経歴

### プロ入りまで
アイオワ大学に入学、1年次の1982年は8回のランで13ヤード、19回のレシーブで299ヤードを獲得、3TDをあげた。2年次の1983年は、当初テイルバックの控えであったが、その後ウィングバックとして起用され、22回のランで185ヤード（平均8.4ヤード）を獲得、35回のレシーブで729ヤード、5TDをあげた。3年次の1984年には907ヤードを走り11TD、32回のレシーブで318ヤード、1TDをあげて、AP通信、UPI通信、ビッグ・テン・カンファレンスのファーストチーム、スポーティングニュースからオールアメリカンセカンドチームに選ばれた。4年次の1985年には223回のランで1,166ヤードを獲得、9TD、60回のレシーブで699ヤードを獲得、1TDをあげて、フットボールニュースから、オールアメリカンファーストチームに、AP通信、UPI通信からカンファレンスのファーストチームに選ばれた。アイオワ大学から1,000ヤードラッシャーとなったのは、彼が史上2人目であった。この年、ヘイデン・フライ（Hayden Fry）コーチの元でジャパンボウルにも出場した。
1986年のUCLAとのローズボウルでは、1985年シーズン中1回しかファンブルしなかった彼は、前半だけで4回ファンブル、そのすべてがターンオーバーとなり、ボールを奪われた。またイージーなパスを落球し、タッチダウンを逃し、チームは28-45で敗れた。

### NFL
1986年のNFLドラフト1巡でバッファロー・ビルズに指名されて入団した。
1987年、第2週のヒューストン・オイラーズ戦では残り57秒にジム・ケリーからの10ヤードのTDパスをキャッチ、34-30でチームは勝利した。
この年、485ヤードを走って2TD、56回のレシーブで477ヤード、2TDをあげた。
1989年、17回のランで99ヤード、29回のレシーブで363ヤードを獲得、4TDをあげた。クリーブランド・ブラウンズとのディビジョナルプレーオフで、第4Q残り9秒にジム・ケリーから逆転TDパスのターゲットにされたが、これを落としチームは30-34で敗れた。
これがビルズでの最後のプレーとなった。
ビルズでは4シーズンで244回のランで968ヤード、3TD、144回のレシーブで1,452ヤード、10TDをあげるとともに、48回のキックオフリターンで1,009ヤード（平均21.0ヤード）の成績をあげた。
1990年3月、プランBでサンディエゴ・チャージャーズへ移籍した。
1991年、第13週のニューヨーク・ジェッツ戦で10回のランでチームトップの70ヤードを走るとともに、6回のレシーブで39ヤードを獲得した。
1992年、第12週のタンパベイ・バッカニアーズ戦では8回しかボールを運ばなかったものの、2TDをあげるとともに、ファーストダウンを3回獲得した。この年、サーマン・トーマスの代わりにプロボウルに選ばれた。
1993年、シーズン開幕前ホールドアウトを行ったが、8月下旬にチャージャーズと3年契約を結んだ。
1994年には、主に第3ダウンRBとして起用され、58回のレシーブで615ヤードを獲得、1TDをあげた。この年チームは、第29回スーパーボウルに進出、8回のレシーブで68ヤードを獲得したが、26-49でチームは敗れた。
1996年からヒューストン・オイラーズでプレーした。この年のカンザスシティ・チーフスとの開幕戦ではルイス・アギアーのパントをブロックした。
1997年12月、ラシャーン・サラーム、レイモント・ハリスを失ったシカゴ・ベアーズと契約を結んだ。

## 人物
兄のデリック・ハーモン、弟のケビン・ハーモンも元NFL選手である。